# Anatomia de Gray
|  | Per a altres significats, vegeu «Grey's Anatomy». |

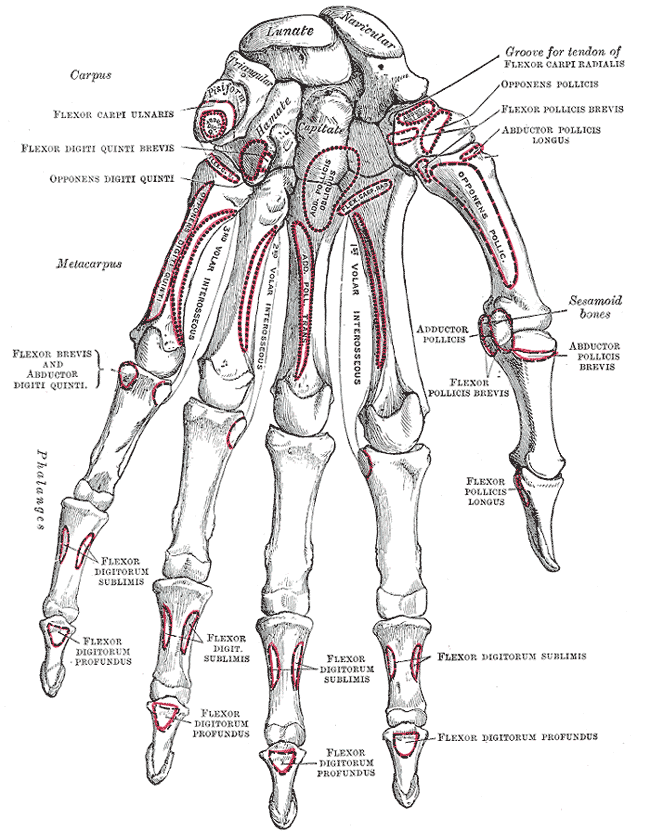
Il·lustració del Dr. Henry Vandyke Carter de l'edició de 1918.

L'Anatomia del Cos Humà de Henry Gray, o Anatomia de Gray com és coneguda habitualment, és una edició anglòfona d'un llibre d'anatomia humana àmpliament reconeguda arreu del món com a clàssica en la matèria.
La primera edició va ser publicada sota el títol Gray's Anatomy: Descriptive and Surgical a Gran Bretanya el 1858, i el següent any als Estats Units d'Amèrica. Mentre estudiava els efectes anatòmics de les malalties infeccioses, Gray va contraure la verola i va morir poc abans de veure publicada la segona edició el 1860, quan tenia 34 anys. Tanmateix, la seva obra va ser continuada per altres autors, i la darrera edició és la 41, de 2016.

## Origen
El 1855 Henry Gray es va associar amb el seu col·lega el Dr. Henry Vandyke Carter amb la idea d'editar un llibre d'anatomia per a estudiants de medicina. Vandyke en va fer les il·lustracions i Gray els textos. Gray va morir el 1861, tres anys després de la publicació de la primera edició del seu manual.

## Edicions angleses i americanes
Entre el 1860 i el 1880 es van publicar set edicions del llibre a Gran Bretanya. En aquest període el desenvolupament del text es consolida amb la publicació de la primera edició dedicada als Estats Units d'Amèrica, el 1878 aproximadament. Mentre l'edició britànica del text va continuar (i les noves edicions van anar apareixent), també es van publicar les diferents edicions americanes.
La primera edició americana de 1878 sembla correspondre a la vuitena edició britànica. Les edicions americanes s'enumeraven correlativament, donant lloc a dues línies d'Anatomia de Gray: l'americana i la britànica. Això pot causar fàcilment equivocacions i confusions si es comparen certes edicions.

## Edicions més recents

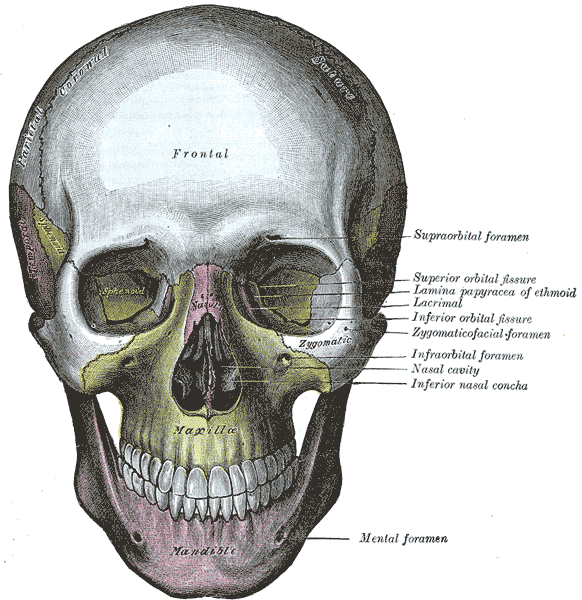
Il·lustració del Dr. Henry Vandyke Carter de l'edició de 1918.

L'última publicació d'Anatomia de Gray, és la 41a edició, publicada el 2016 a càrrec d'Elsevier tant en la versió en línia com en la versió impresa (Churchill Livingstone impressors) a la Gran Bretanya i als Estats Units d'Amèrica. Ambdues edicions són pràcticament idèntiques, amb petits canvis realitzats per incloure les diferents terminologies aplicades en les dues llengües (per exemple, adrenalina i epinefrina).